# Giulio Tononi

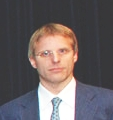
Giulio Tononi (2005)

Giulio Tononi (* 1960  Trient, Trentino-Südtirol) ist ein italienischer Facharzt für Psychiatrie und Neurowissenschaftler.
Er hat eine Professur für Psychiatrie an der Universität Madison-Wisconsin und leitet das dortige Center for Sleep and Consciousness. Tononi entwickelte mit Chiara Chirelli die  Synaptic Homeostasis Hypothesis (synaptische Homöostase-Hypothese), welche besagt, dass der Tiefschlaf dazu notwendig sei, ein Grundniveau der synaptischen Aktivität wiederherzustellen. Sein zweiter Forschungsgegenstand handelt davon, wie Bewusstsein zustande kommt; Tononi entwickelte dazu die Integrated Information Theory (IIT, deutsch: Theorie der integrierten Information).

## Biografie
Tononi studierte Medizin und spezialisierte sich im Fachgebiet Psychiatrie an der Scuola Superiore Sant’Anna in Pisa. Dort erwarb er auch einen PhD in Neurobiologie und promovierte mit einem Thema über die Regulation des Schlafes.
Vor seinem Wechsel nach Madison forschte er am Neurosciences Institute in New York und in San Diego.

## Synaptic Homeostasis Hypothesis
„Im Wesentlichen ist der Schlaf der Preis, den wir für die [neuronale] Plastizität zahlen müssen…“

Dieser Theorie zufolge werden im Wachzustand Informationen in die Netzstrukturen der Nervenzellen eingearbeitet, d. h. die Synapsenstärke nimmt zu, und es entstehen auch synaptische Neuverknüpfungen. Dies geschieht durch die sog. Langzeitpotenzierung. Im Tiefschlaf (genauer: im Non-REM-Schlaf) kommt es aber zu einer Art Gleichschaltung gewisser neuronaler Gruppen, die sich durch langwellige Potentiale (im EEG treten die sog. Delta-Wellen auf) bemerkbar macht und dafür verantwortlich ist, dass die Synapsenverbindungstärke und -anzahl wieder abnimmt (synaptic downscaling). Dadurch, dass nur die stärker potenzierten Synapsen überleben, werde Wichtiges von Unwichtigem selektiert.

## Integrated Information Theory
„Jeder weiß, was Bewusstsein ist: Es ist das, was jede Nacht verschwindet, sobald wir in einen traumlosen Schlaf fallen, und wiederkommt, sobald wir aufwachen oder träumen. So gesehen ist der Begriff Bewusstsein synonym mit Erleben.“

Dieser Theorie zufolge entsteht Bewusstsein dann, wenn ausreichend „integrierte“ Information vorliegt. Zu seinem Begriff der „Integration“ führt Tononi den folgenden Vergleich an: Vor einem Bildschirm, welcher abwechselnd hell aufleuchtet und dunkel wird, können sowohl ein Mensch als auch eine Photodiode, etwa in einer Kamera, die beiden Zustände erkennen. Der Unterschied liegt darin, wie viel Information erzeugt wird: Die Photodiode erkennt 'hell' oder 'dunkel' und erzeugt so 1 bit Information. Ein Mensch unterscheidet 'hell' nicht nur von 'dunkel', sondern von einer ungeheuren Vielzahl von anderen Möglichkeiten, z. B. einem roten Bildschirm, einem grünen Bildschirm, einem Filmeinzelbild, einem Geräusch, einem Gedanken usw. Während die zahllosen Photodioden einer Kamera voneinander unabhängig arbeiten, fällt das menschliche Gehirn seine Unterscheidungen als integriertes System. Wie sehr man es auch versucht, man kann die bewusste Wahrnehmung beispielsweise eines roten Apfels nicht auf separate Empfindungen seiner Farbe und seiner Form reduzieren. Tononi bezeichnet das Ausmaß integrierter Information als Φ (Phi); wenn alle Einzelkomponenten unabhängig voneinander arbeiten, ist Φ = 0.
Tononi schreibt: „Unter Verwendung von Computersimulationen [kann] gezeigt werden, dass hoch integrierte Information ein Netzwerk benötigt, welches funktionelle Spezialisierung mit funktioneller Integration verbindet. Genau diese Art der Architektur ist charakteristisch für das thalamokortikale System bei Säugetieren: Verschiedene Teile der Großhirnrinde sind auf verschiedene Funktionen spezialisiert: von der Ebene der Hirnlappen zu den Arealen, den Neuronengruppen, und vielleicht sogar bis hinunter zu den einzelnen Neuronen. Daneben existiert ein breites Netzwerk von Verbindungen, welches diesen Teilen erlaubt, untereinander zu interagieren… So stimmt das mit der Beobachtung überein, dass das thalamokortikale System genau jener Part des Zentralnervensystems ist, dessen schwere Beschädigung einen Bewusstseinsverlust nach sich zieht. Umgekehrt ist der Wert für ‚Integrierte Information’ in Systemen niedrig, die auf kleinen, quasi-unabhängigen Modulen aufgebaut sind. Dies wird der Grund sein, warum das Kleinhirn trotz seiner immensen Anzahl von Neuronen kaum etwas zur Bewusstseinsentstehung beiträgt.“
Tononi und Gerald M. Edelman zufolge ist ein Mechanismus, den sie „Reentry“ nennen, einzigartiges Merkmal der Integration. „Reentrante“ Signale innerhalb der Großhirnrinde oder zwischen Großhirnrinde und Thalamus sollen einen kohärenten Prozess aus aktiven Neuronen etablieren, der insgesamt stabil sei, obwohl sich seine neuronale Zusammensetzung unablässig verändere. Solche sich selbst erhaltende dynamische Prozesse innerhalb des thalamokortikalen Systems seien von beträchtlicher Bedeutung für das Verständnis des Bewusstseins. Um bewusstes Erleben aufrechtzuerhalten, müsse der funktionale „Cluster“ außerdem hoch komplex sein. Solche „Cluster“, von Tononi und Edelman auch als flexibles oder dynamisches Kerngefüge (dynamic core) bezeichnet, gebe es größtenteils, wenn auch nicht ausschließlich im thalamokortikalen System.
Dem US-amerikanischen Neurowissenschaftler Christof Koch zufolge könne man die IIT als wissenschaftliche Form des Panpsychismus ansehen.

## Auszeichnungen
Im Jahre 2005 erhielt Tononi den NIH Director’s Pioneer Award für seine Arbeit an den Mechanismen und Funktionen des Schlafes; im Jahre 2008 erhielt er den David P. White Chair in Sleep Medicine und den Distinguished Chair in Consciousness Science. Für 2015 wurde Tononi der Zülch-Preis zugesprochen.
Im Jahre 2018 wurde Tononi mit dem Humboldt-Preis ausgezeichnet. Am 13. Dezember 2018 wurde ihm vom Leibniz-Institut für Neurobiologie in Magdeburg der Titel Leibniz Chair verliehen.

## Schriften (Auswahl)
- G. Tononi: Consciousness as integrated information: a provisional manifesto. In: Biol Bull. 215(3), 2008 Dec, S. 216–242.
- D. Balduzzi, G. Tononi: Integrated information in discrete dynamical systems: motivation and theoretical framework. In: PLoS computational biology. Band 4, Nummer 6, Juni 2008, S. e1000091, doi:10.1371/journal.pcbi.1000091, PMID 18551165, PMC 2386970 (freier Volltext).
- G. Tononi: An information integration theory of consciousness. In: BMC Neurosci. 5, 2004 Nov 2, S. 42.
- Giulio Tononi: Phi: A Voyage from the Brain to the Soul. Pantheon Books, 2012, ISBN 978-0-307-90721-9.
- Tononi, G.: The Integrated Information Theory of Consciousness: An Outline. In The Blackwell Companion to Consciousness, 2nd ed.; Schneider, S., Velmans, M., Eds.; Wiley-Blackwell: Hoboken, NJ, USA, 2017; pp. 243–257.